# Hateclub
Hateclub war eine im Jahre 2001 gegründete deutsche Hardcore-Punk-Band. Im Herbst 2008 gab sie ihre Auflösung bekannt.

## Bandgeschichte
Hateclub wurde 2001 von Ozzy (Gesang), Otti (Schlagzeug), Schirra (Gitarre) und Hans (Bass) gegründet. 2002 erschien ein erstes Demo mit sechs Songs. 2003 erschien das Debütalbum Lies or Truth über Fond of Life Records. Die Band spielte unter anderem als Support für Murphy’s Law, Misconduct, Dirty Rotten Imbeciles und Backfire. 2006 erschien das Album Last Pain Is Pleasure über Martial Music. Dem rund 30-minütigen Album wurde ein Video zum Song Goodbye beigefügt. 2007 folgte das letzte Album Of Men and Humanity. Dieses enthielt mit Truth eine Ryker’s Coverversion. Das Album wurde in den Liquid Aether Studios, die auch die Veröffentlichung übernahmen,  in Euskirchen eingespielt und vom US-amerikanischen Musikproduzenten Alain Douches gemastert. Im Herbst 2008 gab die Band ihre Auflösung bekannt.
Sänger Ozzy und Bassist Strieme waren 2009 Mitgründer der Band Dislocate.

## Stil
Die Band spielt schnellen Old-School-Hardcore im Stile des New York Hardcore von unter anderem Agnostic Front, Sick of It All, Blood for Blood, SFA und Yuppicide. Ältere Lieder erreichen nur selten die Zwei-Minuten-Marke. Die Texte sind simpel gehalten und behandeln gesellschaftskritische, aber auch persönliche Themen. Unter anderem handeln sie von Rassismus und Perspektivlosigkeit. Wie im NYHC üblich werden einfache Werte wie Loyalität und Freundschaft als Antwort auf gesellschaftliche Fragen hochgehalten.

## Diskografie
- 2002: Get It (MCD, Eigenproduktion)
- 2003: Lies or Truth (CD/LP, Fond of Life Records)
- 2005: Last Pain Is Pleasure (CD/LP, Boogie Park Studios / Martial Music Records)
- 2007: Of Men and Humanity (CD/LP, Liquid Aether Studios)